# 圣热涅斯-德科莫拉斯
圣热涅斯-德科莫拉斯（法語：Saint-Geniès-de-Comolas，法語發音：[sɛ̃ ʒənjɛs də kɔmɔlas]）是法国加尔省的一个市镇，属于尼姆区。该市镇总面积8.26平方公里，2009年时的人口为1843人。

## 人口
圣热涅斯-德科莫拉斯人口变化图示